# Orazio Costorella

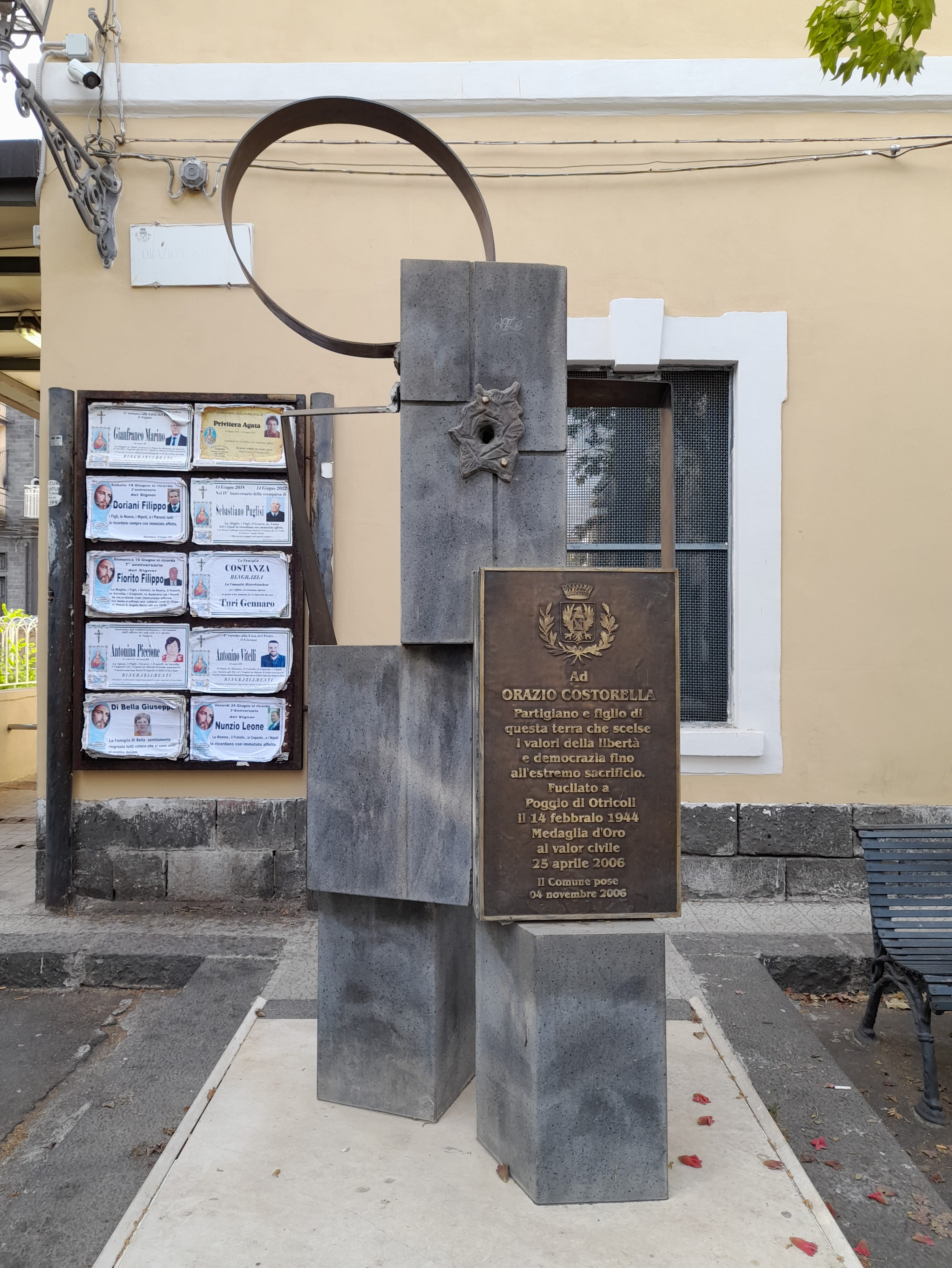
Monumento edificato in memoria di Orazio Costorella, a Misterbianco, adiacente alla stazione di Misterbianco della Ferrovia Circumetnea.

Orazio Costorella (Misterbianco, 16 febbraio 1924 – Poggio di Otricoli, 17 febbraio 1944) è stato un partigiano italiano, fu fucilato dai nazisti per non aver voluto rivelare loro informazioni sulla Resistenza, e precisamente il luogo in cui si nascondevano i commilitoni partigiani.

## Biografia

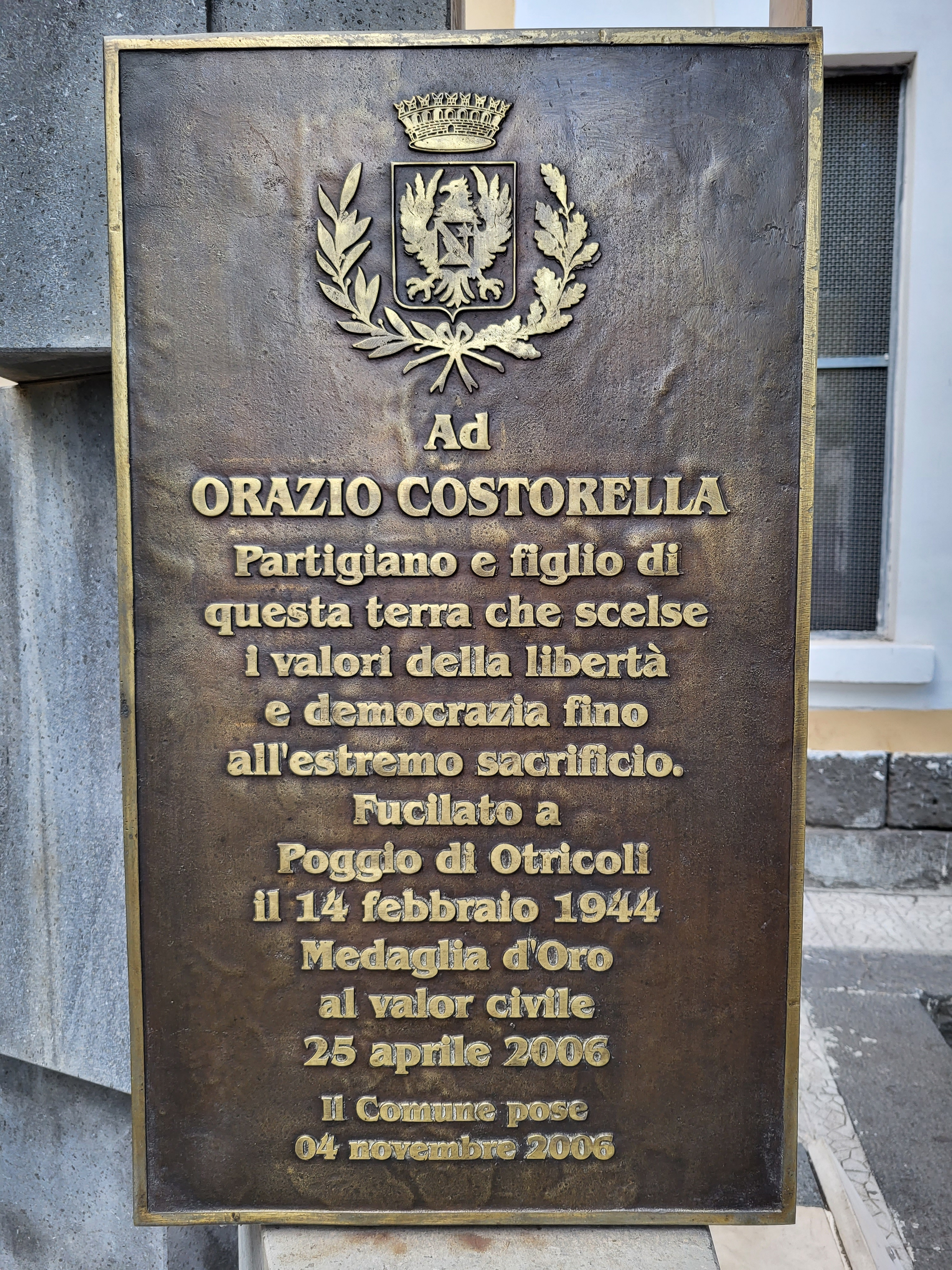
La targa della statua edificata in memoria di Orazio Costorella.

Nato a Misterbianco, in provincia di Catania, venne richiamato alle armi giovanissimo, a causa della seconda guerra mondiale. Arruolato nel Corpo automobilistico del Regio Esercito, fu inviato a prestare servizio come autiere nel XIV Reggimento di stanza a Treviso. Dopo il Proclama Badoglio dell'8 settembre 1943, decise di tentare il rientro in Sicilia dove era rimasta la madre vedova. L'attraversamento della linea del fronte era però difficile e percorrendo la via Aurelia verso sud, si fermò a Calvi dell'Umbria in provincia di Terni al confine tra Umbria e Lazio. Giunto l'inverno, fu ospitato dalla famiglia D'Achille, che aiutò nel governo degli animali e raccogliendo legna. I D'Achille fiancheggiavano gli uomini della Brigata Garibaldi "Antonio Gramsci" dell'Umbria, la prima unità di questo tipo ad operare nell'Italia Centrale, precisamente nei territori tra la Valnerina, la zona di Cascia in Umbria, e quella di Leonessa e Poggio Bustone nel Lazio e nella Valle del Tevere tra Lazio e Umbria. Malgrando il disaccordo preoccupato della famiglia che lo ospitava, Costorella si unì alla formazione partigiana.

## L'azione a Poggio di Otricoli e la morte

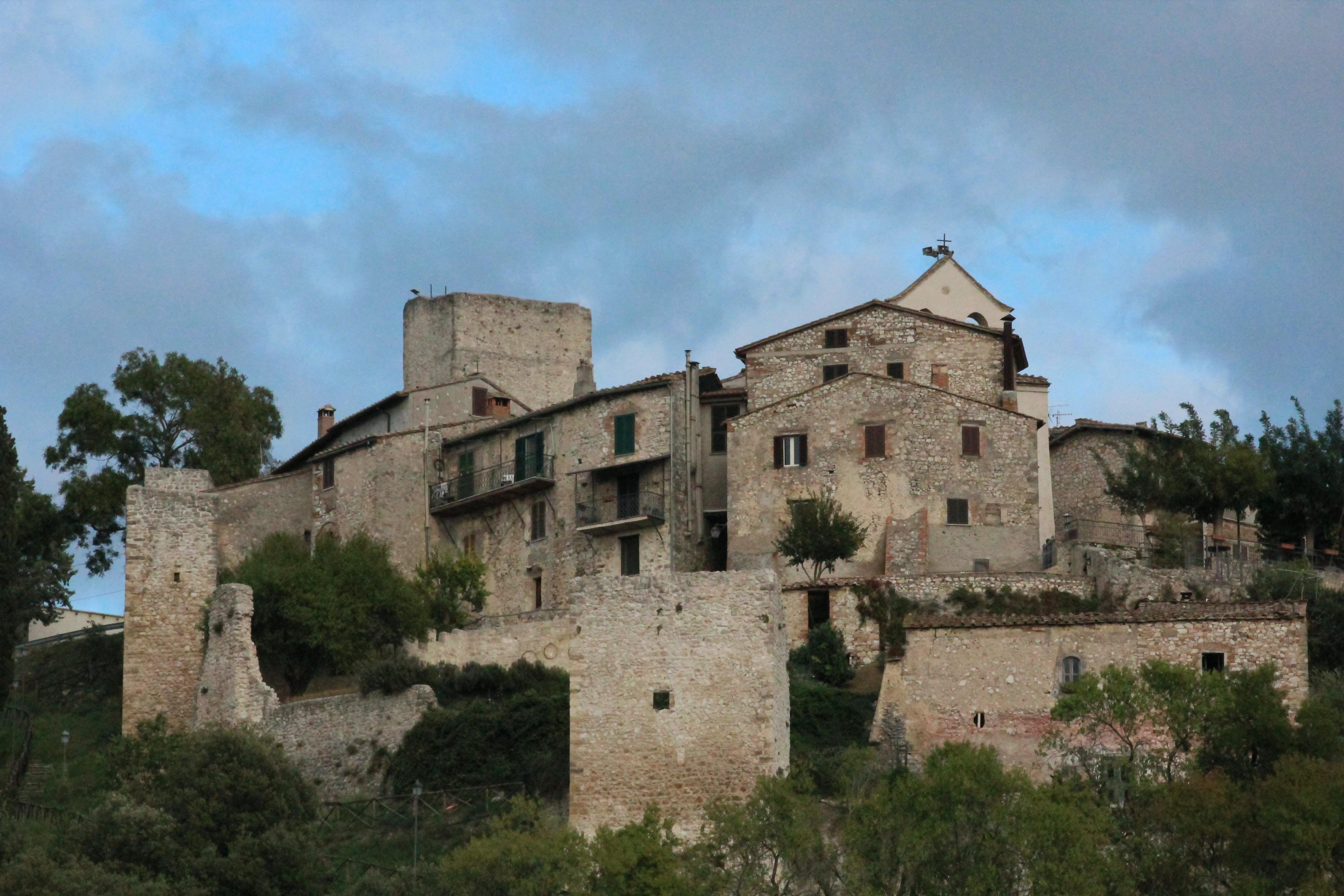
Panorama attuale di Poggio, frazione del comune di Otricoli.

Il 15 febbraio 1944, in previsione di un rastrellamento presso la frazione di Poggio del comune di Otricoli, i partigiani si appostarono pronti per uno scontro a fuoco, ma non arrivando truppe nazifasciste, preferirono ritirarsi lasciando quattro elementi a presidio, tra cui Orazio Costorella. Insieme con lui restarono un maresciallo dei paracadutisti, un altro partigiano soprannominato "Barabba" e l'amico Gaetano Di Blasi, marinaio e anch'egli siciliano di Calatafimi.  Lo scontro avvenne il giorno dopo e i 4 partigiani si trovarono coinvolti al tramonto in un violento conflitto a fuoco, rimanendo asserragliati in una abitazione, ma costringendo gli attaccanti a ripiegare. Al termine della sparatoria, Di Blasi risultò gravemente ferito alla arteria carotide e morì la sera stessa, vegliato dall'amico Orazio. La reazione tedesca non si fece attendere e la mattina seguente, il 17 febbraio, il paese venne circondato. La preoccupazione di una rappresaglia contro l'abitato e coloro che li avevano ospitati, spinse i superstiti dello scontro a tentare la fuga. "Barabba" e Costorella tentarono di trasportare con sé il corpo di Di Blasi, ma si attardarono al punto da venir spronati dagli abitanti. Catturati dai nazisti, vennero trascinati nella piazzetta del paese e interrogati sommariamente da un ufficiale nazista. Vedendo assenza di collaborazione, il militare uccise sul posto il giovane siciliano esplodendo due colpi di pistola a bruciapelo alla bocca. Il partigiano "Barabba" venne invece caricato su di un camion e non se ne ebbero più notizie. I corpi dei due uccisi vennero tumulati nel cimitero e da lì traslati a guerra finita nella cappella dei Garibaldini nel cimitero di Terni.
Gaetano Di Blasi venne decorato a fine guerra con la medaglia d'argento al valor militare, mentre il fonogramma dei carabinieri che doveva avvisare a Misterbianco di quanto accaduto, andò perduto.
Al paese d'origine venne comunque dedicata una piazza al giovane Costorella del quale si ignorava il destino e fu proprio questo dettaglio a richiamare l'attenzione di un testimone Alfredo Petrini, che all'epoca giovane residente in paese, ricordava l'episodio e informò l'amministrazione comunale tanti anni dopo. Conosciuti i dettagli, il comune richiese l'attribuzione della massima decorazione civile e solo nel 2006 il Presidente delle Repubblica Carlo Azeglio Ciampi gli conferì la Medaglia d'Oro al Valor Civile. Ad esso è dedicato un monumento posto davanti alla ex stazione ferroviaria di Misterbianco della dismessa Ferrovia Circumetnea.